# Saline de Dieuze
La saline de Dieuze est un édifice situé dans la commune française de Dieuze, en Moselle.

## Histoire
L'ancienne saline, y compris les fossés et les sols, mais à l'exclusion des parties visibles des parcelles 27/6, 117/6 et 119/6 sont inscrits au titre des monuments historiques par arrêté du 31 octobre 1997. Le bâtiment dit de l'administration-laboratoire, le bâtiment dit de la formation, le château d'eau sont inscrits au titre des monuments historiques par arrêté du 4 octobre 2012. En totalité, l'ensemble des bâtiments, les fossés et les sols des parcelles suivantes sur lesquelles ils sont situés, rue Raymond-Berr : le bâtiment de la direction et la maison du portier, le portail, la caserne, le bâtiment de la Délivrance, le puits salé sont classés au titre des monuments historiques par arrêté du 23 octobre 2013.

## Description
Elle s'est établie autour d'un ancien puits salé qui remonte à l'époque médiévale, protégé par une enceinte fortifiée renforcée au XVIe siècle et agrandie après 1765. La saline était une petite cité avec des parties allant du milieu du XVIIIe siècle jusqu'au premier quart du XIXe siècle.